# Praecypridea
Praecypridea is een geslacht van uitgestorven kreeftachtigen uit de klasse van de Ostracoda (mosselkreeftjes).

## Soorten
- Praecypridea acuta (Moos in Wicher, 1959) †
- Praecypridea acuticyatha (Schudack, 1998) †
- Praecypridea postelongata (Oertli, 1957) †
- Praecypridea suprajurassica (Mojon, Haddoumi & Charriére, 2009) †